# Circuit virtual
Un circuit virtual (VC per les seves sigles en anglès) és un sistema de comunicació pel qual les dades d'un usuari origen poden ser transmeses a un altre usuari destinació a través de més d'un circuit de comunicacions real durant un cert període, però en el qual la commutació és transparent per a l'usuari VC-3, VC-4 i VC-12. Un exemple de protocol de circuit virtual és l'àmpliament utilitzat TCP (Protocol de Control de Transmissió).
És una forma de comunicació mitjançant commutació de paquets en la qual la informació o dades són empaquetats en blocs que tenen una grandària variable als quals se'ls denomina paquets de dades. La grandària dels blocs l'estipula la xarxa. Els paquets solen incloure capçaleres amb informació de control. Aquests es transmeten a la xarxa, la qual s'encarrega del seu encaminament fins a la destinació final. Quan un paquet es troba amb un node intermedi, el node emmagatzema temporalment la informació i encamina els paquets a un altre node segons les capçaleres de control. És important saber que en aquest cas els nodes no necessiten prendre decisions d'encaminament, ja que la direcció a seguir ve especificada en el propi paquet.
Les dues formes d'enrutament de paquets són: datagrama i circuits virtuals. Aquest article està centrat en el segon.
En els circuits virtuals, al començament de la sessió s'estableix una ruta única entre les ETD (entitats terminals de dades) o els host extrems. A partir d'aquí, tots els paquets enviats entre aquestes entitats seguiran la mateixa ruta.
Les dues formes d'establir la transmissió mitjançant circuits virtuals són els circuits virtuals commutats (SVC) i els circuits virtuals permanents (PVC).

## Exemple
- La ETD A sol·licita l'enviament de paquets a la ETD E.

- Quan la connexió ja està establerta es comencen a enviar els paquets de forma ordenada per la ruta un darrere l'altre.

- Quan la ETD E rep l'últim paquet, s'allibera la connexió, per la qual cosa el circuit virtual deixa d'existir.

## Circuit virtual commutat
Els circuits virtuals commutats (SVC) en general es creen ex profeso i de forma dinàmica per a cada trucada o connexió, i es desconnecten quan la sessió o trucada és acabada. Com a exemple de circuit virtual commutat es tenen els enllaços ISDN. S'utilitzen principalment en situacions on les transmissions són esporàdiques. En terminologia ATM això es coneix com a connexió virtual commutada. Es crea un circuit virtual quan es necessita i existeix només durant la durada de l'intercanvi específic.

## Circuit virtual permanent
També es pot establir un circuit virtual permanent (PVC) a fi de proporcionar un circuit dedicat entre dos punts. Un PVC és un circuit virtual permanent establert per a ús repetit per part dels mateixos equips de transmissió. En un PVC l'associació és idèntica a la fase de transferència de dades d'una trucada virtual. Els circuits permanents eliminen la necessitat de configuració i terminació repetitives per a cada trucada. És a dir es pot usar sense haver de passar per la fase d'establiment ni alliberament de les connexions. El circuit està reservat a una sèrie d'usuaris i ningú més pot fer ús d'ell. Una característica especial que en el SVC no es donava és que si dos usuaris sol·liciten una connexió, sempre obtenen la mateixa ruta.
El resum general quant a xarxes de comunicació seria el següent esquema: